# Thành Hán

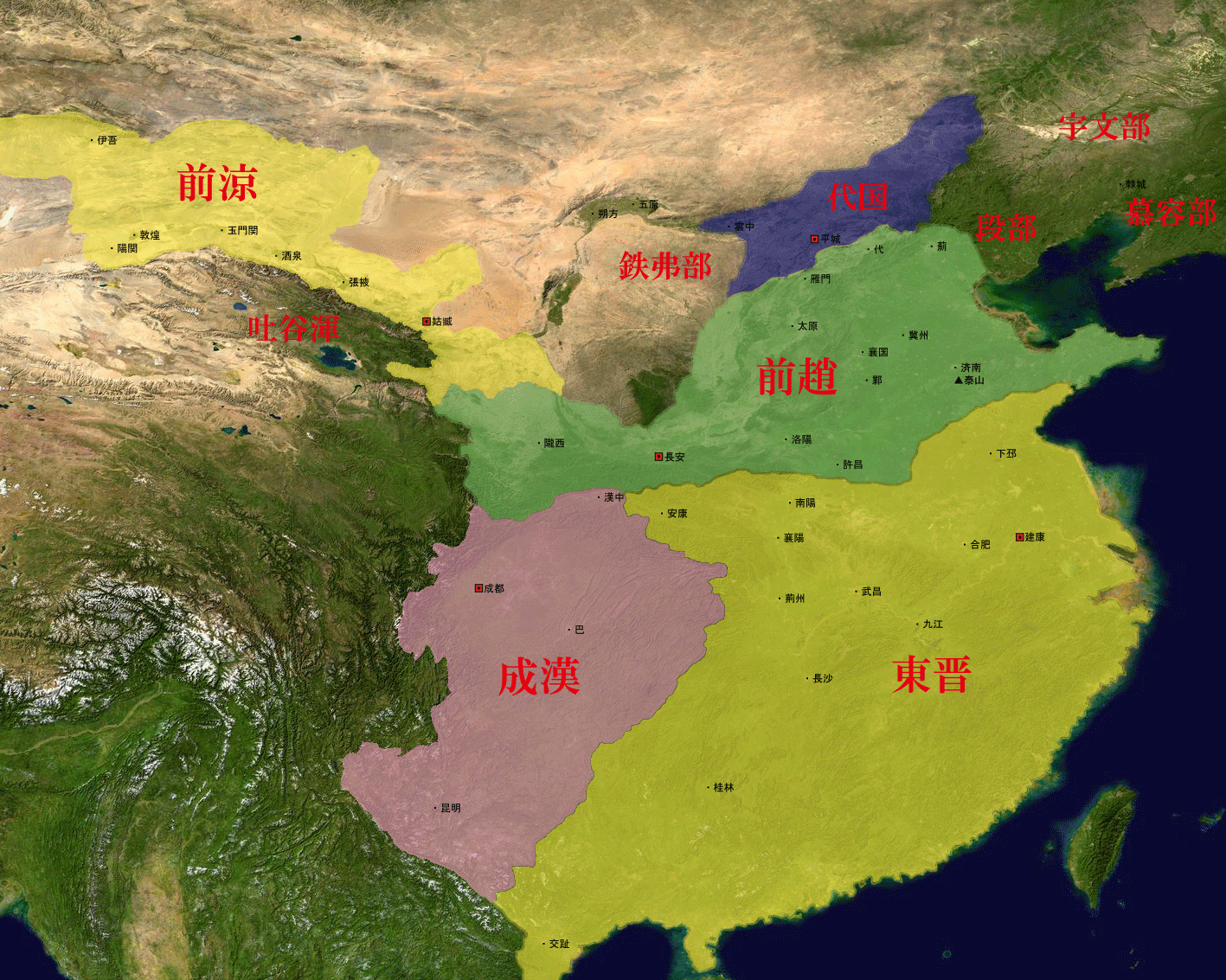
Năm 315
Thành Hán
Đông Tấn
Tiền Triệu
Tiền Lương
Đại

Thành Hán (tiếng Trung: giản thể 成汉; phồn thể: 成漢; bính âm: Chénghàn) (304-347) là một tiểu quốc trong thời kỳ Ngũ Hồ Thập lục quốc vào cuối thời kỳ nhà Tấn (265-420) tại Trung Quốc. Nó bao gồm hai quốc gia, là Thành (成) được Lý Hùng (李雄) dựng lên năm 304 và Hán (汉) do Lý Thọ (李壽) dựng lên năm 338. Do cả hai tiểu quốc này đều do họ Lý của người Đê (氐) cai trị, nên các học giả Trung Hoa thường coi chúng là một và gọi là Thành Hán. Các văn bản phương Tây thường coi chúng là các quốc gia riêng biệt. Việc này còn gây tranh cãi - do khi Lý Thọ tự lập làm vua năm 338, ông không biết rằng ngai vàng của ông được hưởng là từ dòng trực hệ của Lý Hùng và vì thế, khi thờ phụng Lý Hùng, ông vẫn để tượng ông này trong miếu riêng. Tuy nhiên, con của Lý Thọ là Lý Thế (李勢) lại biết rằng các vị vua tiền nhiệm là tổ tiên của mình. Thành Hán là vương quốc được thành lập sớm nhất trong số 16 vương quốc của giai đoạn lịch sử này.
Tất cả các vị vua của Thành Hán đều tự xưng "Hoàng đế".
Năm thành lập Thành Hán nói chung được chấp nhận là 304. Tuy nhiên, Lý Đặc đã công bố niên hiệu mới năm 303 và việc đặt niên hiệu được một số học giả Trung Quốc cho là biểu tượng của nhà nước mới. Tuy nhiên, cùng thời gian đó, Lý Đặc lại không tự đặt một danh hiệu vua chúa nào cho chính mình.
Năm 347, Đại tướng Hoàn Ôn nhà Đông Tấn đem quân tấn công Thành Hán, tiêu diệt nước này.

## Các vị vua Thành Hán
| Miếu hiệu                | Thụy hiệu              | Họ tên        | Trị vì          | Niên hiệu                                                                  |
| ------------------------ | ---------------------- | ------------- | --------------- | -------------------------------------------------------------------------- |
| Thành 303 hay 304-319    |                        |               |                 |                                                                            |
| Thành Thủy Tổ (Thế Tổ)   | Cảnh                   | Lý Đặc        | Chủ công: 303   | Chủ công: Kiến Sơ (建初)                                                   |
| Không                    | Tần Văn Vương          | Lý Lưu        | Chủ công: 303   | Chủ công: Kiến Sơ (建初) tiếp tục niên hiệu Lý Đặc                         |
| Thành Thái Tông (成太宗) | Vũ (武)                | Lý Hùng       | 303-334         | Kiến Hưng (建興) 304-306 Yến Bình (晏平) 306-311 Ngọc Hoành (玉衡) 311-334 |
| Không                    | Ai (哀)                | Lý Ban (李班) | 7 tháng năm 334 | Ngọc Hoành (玉衡) 334                                                      |
| Không                    | U Công (幽公)          | Lý Kỳ (李期)  | 334-338         | Ngọc Hằng (玉恆) 335-338                                                   |
| Hán 338-347              |                        |               |                 |                                                                            |
| Hán Trung Tông (汉中宗)  | Chiêu Văn (昭文)       | Lý Thọ (李壽) | 338-343         | Hán Hưng (漢興) 338-343                                                    |
| Không                    | Quy Nghĩa Hầu (歸義侯) | Lý Thế (李勢) | 343-347         | Thái Hòa (太和) 343-346 Gia Ninh (嘉寧) 346-347                            |

|                            |                            |                            |                            |                            |                            |  |  |                                  |                                  |                                  |                                  |                                  |                                  |  |  | Lý Mộ          |                |                |                |                |                |  |  |                                     |                                     |                                     |                                     |                                     |                                     |  |  |  |  |  |  |  |  |  |  |  |  |  |  |  |  |  |  |
|                            |                            |                            |                            |                            |                            |  |  |                                  |                                  |                                  |                                  |                                  |                                  |  |  |                |                |                |                |                |                |  |  |                                     |                                     |                                     |                                     |                                     |                                     |  |  |  |  |  |  |  |  |  |  |  |  |  |  |  |  |  |  |
|                            |                            |                            |                            |                            |                            |  |  |                                  |                                  |                                  |                                  |                                  |                                  |  |  |                |                |                |                |                |                |  |  |                                     |                                     |                                     |                                     |                                     |                                     |  |  |  |  |  |  |  |  |  |  |  |  |  |  |  |  |  |  |
|                            |                            |                            |                            |                            |                            |  |  | Lý Đặc ?-303                     | Lý Đặc ?-303                     | Lý Đặc ?-303                     | Lý Đặc ?-303                     | Lý Đặc ?-303                     | Lý Đặc ?-303                     |  |  | Lý Lưu 248-303 | Lý Lưu 248-303 | Lý Lưu 248-303 | Lý Lưu 248-303 | Lý Lưu 248-303 | Lý Lưu 248-303 |  |  | Lý Tương                            | Lý Tương                            | Lý Tương                            | Lý Tương                            | Lý Tương                            | Lý Tương                            |  |  |  |  |  |  |  |  |  |  |  |  |  |  |  |  |  |  |
|                            |                            |                            |                            |                            |                            |  |  | Lý Đặc ?-303                     | Lý Đặc ?-303                     | Lý Đặc ?-303                     | Lý Đặc ?-303                     | Lý Đặc ?-303                     | Lý Đặc ?-303                     |  |  | Lý Lưu 248-303 | Lý Lưu 248-303 | Lý Lưu 248-303 | Lý Lưu 248-303 | Lý Lưu 248-303 | Lý Lưu 248-303 |  |  | Lý Tương                            | Lý Tương                            | Lý Tương                            | Lý Tương                            | Lý Tương                            | Lý Tương                            |  |  |  |  |  |  |  |  |  |  |  |  |  |  |  |  |  |  |
|                            |                            |                            |                            |                            |                            |  |  |                                  |                                  |                                  |                                  |                                  |                                  |  |  |                |                |                |                |                |                |  |  |                                     |                                     |                                     |                                     |                                     |                                     |  |  |  |  |  |  |  |  |  |  |  |  |  |  |  |  |  |  |
| Lý Đãng ?-303              | Lý Đãng ?-303              | Lý Đãng ?-303              | Lý Đãng ?-303              | Lý Đãng ?-303              | Lý Đãng ?-303              |  |  | Thành Vũ Đế Lý Hùng 274-304-334  | Thành Vũ Đế Lý Hùng 274-304-334  | Thành Vũ Đế Lý Hùng 274-304-334  | Thành Vũ Đế Lý Hùng 274-304-334  | Thành Vũ Đế Lý Hùng 274-304-334  | Thành Vũ Đế Lý Hùng 274-304-334  |  |  |                |                |                |                |                |                |  |  | Hán Chiêu Văn Đế Lý Thọ 300-338-343 | Hán Chiêu Văn Đế Lý Thọ 300-338-343 | Hán Chiêu Văn Đế Lý Thọ 300-338-343 | Hán Chiêu Văn Đế Lý Thọ 300-338-343 | Hán Chiêu Văn Đế Lý Thọ 300-338-343 | Hán Chiêu Văn Đế Lý Thọ 300-338-343 |  |  |  |  |  |  |  |  |  |  |  |  |  |  |  |  |  |  |
| Lý Đãng ?-303              | Lý Đãng ?-303              | Lý Đãng ?-303              | Lý Đãng ?-303              | Lý Đãng ?-303              | Lý Đãng ?-303              |  |  | Thành Vũ Đế Lý Hùng 274-304-334  | Thành Vũ Đế Lý Hùng 274-304-334  | Thành Vũ Đế Lý Hùng 274-304-334  | Thành Vũ Đế Lý Hùng 274-304-334  | Thành Vũ Đế Lý Hùng 274-304-334  | Thành Vũ Đế Lý Hùng 274-304-334  |  |  |                |                |                |                |                |                |  |  | Hán Chiêu Văn Đế Lý Thọ 300-338-343 | Hán Chiêu Văn Đế Lý Thọ 300-338-343 | Hán Chiêu Văn Đế Lý Thọ 300-338-343 | Hán Chiêu Văn Đế Lý Thọ 300-338-343 | Hán Chiêu Văn Đế Lý Thọ 300-338-343 | Hán Chiêu Văn Đế Lý Thọ 300-338-343 |  |  |  |  |  |  |  |  |  |  |  |  |  |  |  |  |  |  |
| Thành Ai Đế Lý Ban 288-334 | Thành Ai Đế Lý Ban 288-334 | Thành Ai Đế Lý Ban 288-334 | Thành Ai Đế Lý Ban 288-334 | Thành Ai Đế Lý Ban 288-334 | Thành Ai Đế Lý Ban 288-334 |  |  | Cung Đô U công Lý Kỳ 314-334-338 | Cung Đô U công Lý Kỳ 314-334-338 | Cung Đô U công Lý Kỳ 314-334-338 | Cung Đô U công Lý Kỳ 314-334-338 | Cung Đô U công Lý Kỳ 314-334-338 | Cung Đô U công Lý Kỳ 314-334-338 |  |  |                |                |                |                |                |                |  |  | Lý Thế ?-343-347-361                | Lý Thế ?-343-347-361                | Lý Thế ?-343-347-361                | Lý Thế ?-343-347-361                | Lý Thế ?-343-347-361                | Lý Thế ?-343-347-361                |  |  |  |  |  |  |  |  |  |  |  |  |  |  |  |  |  |  |